# 21: Șansa vieții lui
21: Șansa vieții lui (titlu original: 21) este un film american din 2008, în regia lui Robert Luketic. Este distribuit de Sony Pictures Releasing. Rolurile au fost interpretate de actorii Jim Sturgess, Kevin Spacey, Laurence Fishburne, Kate Bosworth, Liza Lapira, Jacob Pitts și Aaron Yoo.

## Distribuție
- Jim Sturgess în rolul lui Ben Campbell
- Kate Bosworth în rolul lui Jill Taylor
- Kevin Spacey în rolul lui Micky Rosa
- Laurence Fishburne în rolul lui Cole Williams
- Aaron Yoo în rolul lui Choi
- Liza Lapira în rolul lui Kianna
- Jacob Pitts în rolul lui Fisher
- Josh Gad în rolul lui Miles
- Sam Golzari în rolul lui Cam
- Jack McGee în rolul lui Terry
- Helen Carey în rolul lui Ellen Campbell
- Jack Gilpin în rolul lui Bob Phillips